# Paulo Bénard Guedes
Paulo Bénard Guedes OTE • ComA • GOA • GOI • MPCE • MRDA (Lisboa, 5 de Outubro de 1892 – Benguela, 11 de Setembro de 1960), foi um general do Exército Português e governador-geral da Índia.

## Biografia
Paulo Bénard Guedes nasceu em Lisboa, em 1892. Era filho de José Soares Guedes e de Philomène Pauline Bénard, e irmão de Francisco Bénard Guedes. Iniciou a sua carreira militar cedo, tendo-se especializado no ramo de Infantaria, em 1913; tirou, também, o curso da Escola Colonial (actual Instituto Superior de Ciências Sociais e Políticas da Universidade de Lisboa).
Serve em Moçambique, durante a Primeira Grande Guerra, e ingressa na Guarda Nacional Republicana no seu regresso a Portugal. Passa, também, pela Direcção dos Serviços Diplomáticos.
Durante a Segunda Guerra Mundial, Bénard Guedes assume o governo da Índia. No início da década de 50, passa por diversos comandos militares e, entre 1952 e 1958, é nomeado para o cargo de governador-geral da Índia. Foi lugar-tenente de D. Duarte Nuno de Bragança.
Paulo Bénard Guedes morre em Angola, na cidade de Benguela, em 1960.

### Condecorações[1][2]
- Medalha da Rainha Dona Amélia da Expedição a Moçambique de Portugal (? de ? de 1???)
- Fourragère da Medalha de Ouro de Valor Militar de Portugal (? de ? de 19??)
- Medalha da Vitória com Estrela de Prata de Portugal (? de ? de 19??)
- Oficial da Antiga e Muito Nobre Ordem Militar da Torre e Espada, do Valor, Lealdade e Mérito de Portugal (6 de Fevereiro de 1922)
- Medalha de Prata de Comportamento Exemplar de Portugal (? de ? de 19??)
- Comendador da Ordem Militar de São Bento de Avis de Portugal (19 de Setembro de 1941)
- Grande-Oficial Ordem Militar de São Bento de Avis de Portugal (2 de Março de 1949)
- Comendador da Pontifícia Ordem Equestre de São Gregório Magno do Vaticano ou da Santa Sé (20 de Novembro de 1953)
- Excelentíssimo Senhor Grã-Cruz da Ordem do Mérito Civil de Espanha (5 de Maio de 1954)
- Grande-Oficial da Ordem do Império de Portugal (25 de Maio de 1957)